# Valserra
La Valserra est une vallée de l'Ombrie située dans la commune de Terni dont le nom provient de celui du torrent Serra qui la parcourt.

## Géographie
Le territoire qui est situé entre les crêtes du mont Torre Maggiore et celle des monts Acetella et Correlano constitue un couloir naturel entre la Conca Ternana et Spolète, parsemé de petits villages médiévaux caractérisés par d'anciennes tours de guet : Rocca San Zenone, Acquapalombo, Giuncano, Pracchia, Titurano, Appecano, Collegiacone, Porzano, Polenaco, Poggio Lavarino, Battiferro, Cecalocco.
Tout le territoire du Valserra, excepté Battiferro, Cecalocco et Rocca San Zenone, était compris dans le domaine féodal des Terre Arnolfe (it). En dehors de Rocca San Zenone, la Valserra fait partie du diocèse de Spolète.

## Histoire
Le territoire constitue un environnement homogène d'un point de vue historique et culturel. La vallée constitue un passage naturel entre la vallée de Terni et Spolète, parallèle et solution de rechange à la vallée del Tessino parcourue par la via Flaminia. Elle a été utilisée à cette fin depuis l'Antiquité, comme en témoignent les nombreuses découvertes archéologiques d'origine romaine et les toponymes qui attestent la fréquentation de la région à cette époque.
C'est néanmoins au Moyen Âge, que la vallée a profité d'implantations civiles selon des architectures qui lui ont donné la « marque » que l'on observe encore de nos jours. En effet le phénomène de l'enchâtellement, alternatif à la cité de l'Empire romain tardif a conduit à la formation d'une série d'habitats groupés sur un site perché et défendus par une enceinte : Acquapalombo, Appecano, Polenaco ; de tours et autres structures défensives plus complexes : Acquapalombo, Poggio, Battiferro, Lavarino ; aux édifices de culte : Appecano, Polenaco et pre-existences de l'époque romaine : Porzano.
Tout le territoire en question, à l'exception de San Battiferro, Cecalocco et Rocca Zénon, a été inclus dans le vaste fief appelé « Terre Arnolfe », nom issu de celui du dignitaire impérial auquel les terres étaient attribuées à l'origine. La division administrative du XIVe siècle recense également une série d'habitats disparus ayant appartenu à la circonscription du « château de Castiglione delle Terre Arnolfe » : Perocchio, Castiglione, Rivosecco. Au Moyen Âge Rocca San Zeno était plutôt liée à la municipalité de Terni et les territoires de Cecalocco et Battiferro à la municipalité de Spolète. 
Aujourd'hui encore, à l'exception de Rocca San Zeno, l'ensemble fait partie intégrante du diocèse de Spolète.

## Économie
La structure économique est basée essentiellement sur l'agriculture et le tourisme.
L'industrie alimentaire commercialise des produits traditionnels sous leur forme préservée (truffes, charcuterie, fromage).
Le tourisme, avec ses cités médiévales est en développement avec la mise en place de structures d'accueil (gîtes, maisons d'hôtes) sur tout le territoire, revitalisant les zones collinaires rurales délaissées.